# هارفي هولمز
هارفي هولمز (بالإنجليزية: Harvey Holmes)‏ هو لاعب كرة قدم أمريكية أمريكي، ولد في 16 يناير 1873 في جنيف في الولايات المتحدة، وتوفي في 10 مايو 1948.